# Melissa Gorman
Melissa Gorman (ur. 11 grudnia 1985 w Sydney) – australijska pływaczka długodystansowa, olimpijka.
Jej największym sukcesem jest złoty medal Mistrzostw świata w pływaniu na dystansie 5 km.